# Parròquia d'Aiviekste
La Parròquia d'Aiviekste (en letó: Aiviekstes pagasts) és una unitat administrativa del municipi de Pļaviņas, al sud de Letònia. Abans de la reforma territorial administrativa de l'any 2009 pertanyia al raion d'Aizkraukle.

## Pobles, viles i assentaments
- Aizpurves
- Āpēni
- Draudavas
- Ezerkrasti
- Ģeriņi
- Īvāni
- Juči
- Kriškalni
- Ķūģi
- Maiļupsala
- Mālkalni
- Mežezers
- Ozolsala

## Hidrografia

### Rius
- Aiviekste
- Odze (en català, Oder o Odra)
- Riekstiņa
- Skanstupīte
- Veseta

### Llacs
- Llac Līdaces
- Llac Odzes